# Ананьино (Владимирская область)
Ананьино — деревня в Вязниковском районе Владимирской области России, входит в состав Паустовского сельского поселения.

## География
Деревня расположена на берегу реки Индрус в 19 км на юг от центра поселения деревни Паустово и в 36 км на юг от города Вязники.

## История
В окладных книгах Рязанской епархии 1678 года деревня входила в состав Сергиево-Горского прихода, в ней было 14 дворов крестьянских и 3 бобыльских.
В конце XIX — начале XX века деревня входила в составе Сергиевской волости Гороховецкого уезда, с 1926 года — в составе Сергиево-Горской волости Вязниковского уезда. В 1859 году в деревне числилось 24 двора, в 1905 году — 35 дворов, в 1926 году — 62 двора.
С 1929 года деревня входила в состав Злобаевского сельсовета Вязниковского района, с 1935 года — в составе Никологорского района, с 1954 года — в составе Сергиево-Горского сельсовета, с 1963 года — в составе Вязниковского района, с 2005 года — в составе Паустовского сельского поселения.

## Население
| 1859 | 1905 | 1926 | 2002 | 2010 | 2021 |
| ---- | ---- | ---- | ---- | ---- | ---- |
| 165  | ↗281 | ↗308 | ↘13  | ↘4   | ↗11  |